# Émile Allais
Émile Allais (Megève, Felső-Savoya, 1912. február 25. – Sallanches, Felső-Savoya, 2012. október 17.) világbajnok francia alpesisíző, az 1930-as évek világklasszisa.

## Élete
Allais 1912-ben született, apja pék volt, aki az első világháborúban hősi halált halt. Anyja újra férjhez ment, és szállodát nyitott. Hegyivezető nagybátyja volt az első, aki sílécet csatolt fel a lábára. 1929-ben, 17 évesen vett részt élete első versenyén.
Az 1935-ös alpesisí-világbajnokságról két ezüstéremmel, az 1936-os téli olimpiáról bronzéremmel tért haza. Chamonix-ban, 1937-ben háromszoros világbajnok lett, mikor egyszerre nyerte a kombinált számot, a szlalomot (műlesiklás) és a lesiklást is. Kombinációban egy évvel később megvédte címét, de egy 1939-es bokatörés, majd a második világháború kitörése megrövidítette karrierjét.
A háború alatt egy sítalpas egységben teljesített szolgálatot, először a francia haderőben, majd egy ellenálló gerillacsoportban. Nagy szerepe volt a francia síoktatási módszerek elterjesztésében, megreformálta hazája síoktatási rendszerét, és éveken keresztül készítette fel utódait az olimpiára. Ő alakította meg a világ egyik legnagyobb síiskoláját, a Francia Síiskolát. Az 1940-es és 1950-es években, összességében hét éven át volt a francia olimpiai síválogatott szakvezetője, majd egy-egy évig a kanadai és amerikai csapatnál. Courchevelben egy hegyi hágó elnevezése őrzi emlékét.
Allais a Francia-Alpokban található Sallanches-i kórházában hunyt el.